# Budowlani Łódź
Budowlani Łódź är en sportklubb från Łódź, Polen. Klubben grundades 1948 och har aktivitet inom många sporter. 
Den har varit mest framgångsrik i rugby union (herrar). Laget har blivit polska mästare fem gånger (1983, 2006, 2007, 2009 och 2010) och vunnit polska cupen sex gånger (1992, 2003, 2009, 2011 och 2012). Elitlaget i rugby lämnade och bildade en ny klubb 2012, medan huvudklubben återbildade ett elitlag.
Även volleybollaget (damer) har varit framgångsrikt. Som bäst har de kommit tvåa i högsta serien (2017 och 2019) samt vunnit polska cupen (2010 och 2018). Brottning, judo och landhockey är andra sporter som klubben är aktiv i.